# Manguinhos
Manguinhos est un quartier du nord-Ramos de Rio de Janeiro au Brésil créé le 23 juillet 1981.